# La Dragonne
La Dragonne est une maison d'édition de littérature, associative, fondée en 1998 à Nancy par Olivier Brun,, à Vandœuvre-lès-Nancy (Meurthe-et-Moselle).

## Historique
Les éditions La Dragonne sont fondées en 1998. Dix ans après, en 2008, elles donnent naissance à plusieurs collections éditoriales : « Poésie », « Collection Carrée », « Collection Noire » et la «  Collection Grand format ».
En 2014, le catalogue comprend près d'une centaine de titres.

## Quelques auteurs
- Jean-Marc Agrati[10]
- Pierre Autin-Grenier
- Édith Azam
- François Boddaert
- Lionel Bourg
- Patricia Castex Menier
- Antoine Choplin[2]
- Philippe Claudel[2],[3],[4]
- Abdelkader Djemaï
- Christian Doumet[11]
- Jean-Pascal Dubost
- Christophe Fourvel
- Joël Leick
- Philippe Longchamp
- Odile Massé
- Luis Mizón
- Richard Morgiève[12]
- Bernard Noël[2]
- Éric Poindron
- André de Richaud
- James Sacré
- Roch Gérard Salager

### Ouvrage collectif
- Nue : treize textes courts d'après une photographie de Jean-Michel Marchetti, 2002 - textes de Jean-Claude Pirotte, Bernard Noël, Philippe Claudel et al.

### Documentation
- « Editeur : La Dragonne », revue Le Matricule des Anges n° 66 (sommaire), septembre 2005